# Dario Hunt
Dario Hunt (Colorado Springs, Colorado, 2 de mayo de 1989) es un jugador de baloncesto estadounidense que con 2.06 de estatura, su puesto natural en la cancha es el de pívot. Actualmente integra el plantel de San Martín de Corrientes de la Liga Nacional de Básquet de Argentina.

## Trayectoria deportiva
Después de acabar su periplo universitario en la Universidad de Nevada, el jugador nativo de Colorado Springs (Colorado), debutaría como profesional en las filas del Odessa de Ucrania (6 de valoración en 19 minutos por partido) y al final de la temporada 2012/13, se comprometería con el Güssing, austriaco en el que promediaría (14,9 de valoración en 31 minutos por partido). 
Retornaría en 2013, para jugar en la D-League, con los Rio Grande Valley Vipers. Más tarde, jugaría dos temporadas en la Lega italiana, primero en las filas del Upea Capo d'Orlando y después en Juvecaserta Basket.
En verano de 2016, Dario Hunt se compromete por un año por el SLUC Nancy para disputar la 2016/17, el pívot llega al club francés procedente del club italiano del Caserta, donde realizaría 11,7 puntos y 9,8 rebotes en una media de 30 minutos por encuentro.
Comienza la temporada 2020-21 en las filas del Virtus Roma de la Lega Basket Serie A italiana.
El 14 de diciembre de 2020, firma por el Fortitudo Bologna de la Lega Basket Serie A italiana, hasta el final de la temporada.
El 20 de agosto de 2021, firma por el Promitheas Patras B.C. de la A1 Ethniki.
Disputó la temporada 2024 de la Basketball Africa League con el APR de Ruanda.
El 29 de diciembre de 2024 fue anunciado como refuerzo de San Martín de Corrientes de la Liga Nacional de Básquet de Argentina.